# Llista de topònims de Castellar del Riu
Llista de topònims (noms propis de lloc) del municipi de Castellar del Riu, al Berguedà
Informació actualitzada per un bot. Els canvis manuals es perdran quan s'actualitzi!

## arbre singular
| imatge | Nom                          | Ubicat a          | instància de   | Detalls                                                                  | coordenades                                                                        | Protecció        | Commons (més fotos)          | Dades a WD                    |
| ------ | ---------------------------- | ----------------- | -------------- | ------------------------------------------------------------------------ | ---------------------------------------------------------------------------------- | ---------------- | ---------------------------- | ----------------------------- |
|        | Pi jove de les tres branques | Castellar del Riu | arbre singular | Taxon: pi roig (Pinus sylvestris) Ample: 12.6m Alt: 19m Perímetre: 2.97m | 42° 06′ 33″ N, 1° 46′ 45″ E / 42.1093°N,1.77909°E ca:Pla de Campllong 1297 msnm    | arbre monumental | Pi Jove de les Tres Branques | Modifica les dades a Wikidata |
|        | pi de les Tres Branques      | Castellar del Riu | arbre singular | Taxon: pi roig (Pinus sylvestris) Alt: 25m Perímetre: 1.85m              | 42° 06′ 38″ N, 1° 46′ 55″ E / 42.110531°N,1.781891°E ca:Pla de Campllong 1294 msnm | arbre monumental | Pi de les Tres Branques      | Modifica les dades a Wikidata |

## avenc
| imatge | Nom                                  | Ubicat a          | instància de | Detalls | coordenades                                                         | Protecció | Commons (més fotos) | Dades a WD                    |
| ------ | ------------------------------------ | ----------------- | ------------ | ------- | ------------------------------------------------------------------- | --------- | ------------------- | ----------------------------- |
|        | Avenc Fuet                           | Castellar del Riu | avenc        |         | 42° 07′ 40″ N, 1° 47′ 17″ E / 42.1278847774799°N,1.78804224456258°E |           |                     | Modifica les dades a Wikidata |
|        | Avenc Mullat                         | Castellar del Riu | avenc        |         | 42° 07′ 40″ N, 1° 47′ 09″ E / 42.1279153985342°N,1.78582759692943°E |           |                     | Modifica les dades a Wikidata |
|        | avenc de l'Heura del Pla de la Corba | Castellar del Riu | avenc        |         | 42° 07′ 21″ N, 1° 45′ 01″ E / 42.1225452572108°N,1.75037506727257°E |           |                     | Modifica les dades a Wikidata |
|        | avenc de la Nevera                   | Castellar del Riu | avenc        |         | 42° 07′ 38″ N, 1° 47′ 07″ E / 42.1271623961635°N,1.78530964110063°E |           |                     | Modifica les dades a Wikidata |
|        | avenc de la Torrota                  | Castellar del Riu | avenc        |         | 42° 07′ 38″ N, 1° 47′ 12″ E / 42.1273572045494°N,1.78669725836167°E |           |                     | Modifica les dades a Wikidata |
|        | avenc de les Pedres                  | Castellar del Riu | avenc        |         | 42° 07′ 46″ N, 1° 47′ 13″ E / 42.1293231150329°N,1.78693801434179°E |           |                     | Modifica les dades a Wikidata |
|        | avenc del Campament                  | Castellar del Riu | avenc        |         | 42° 07′ 42″ N, 1° 47′ 14″ E / 42.128388443496°N,1.78712523264671°E  |           |                     | Modifica les dades a Wikidata |
|        | avenc del Cim d'Estela               | Castellar del Riu | avenc        |         | 42° 07′ 45″ N, 1° 47′ 16″ E / 42.1290892007165°N,1.787813601105°E   |           |                     | Modifica les dades a Wikidata |
|        | avenc dels Quatre                    | Castellar del Riu | avenc        |         | 42° 07′ 39″ N, 1° 47′ 09″ E / 42.127528079587°N,1.78582289549582°E  |           |                     | Modifica les dades a Wikidata |

## castell
| imatge | Nom                  | Ubicat a          | instància de | Detalls | coordenades                                                    | Protecció                                            | Commons (més fotos)  | Dades a WD                    |
| ------ | -------------------- | ----------------- | ------------ | ------- | -------------------------------------------------------------- | ---------------------------------------------------- | -------------------- | ----------------------------- |
|        | castell d'Espinalbet | Castellar del Riu | castell      |         | 42° 07′ 07″ N, 1° 48′ 30″ E / 42.118581°N,1.808421°E 1240 msnm | bé d'interès cultural bé cultural d'interès nacional | Castell d'Espinalbet | Modifica les dades a Wikidata |
|        | castell de Terçà     | Castellar del Riu | castell      |         | 42° 06′ 30″ N, 1° 44′ 39″ E / 42.1082277778°N,1.74417777778°E  |                                                      | Castell de Terçà     | Modifica les dades a Wikidata |

## cova
| imatge | Nom                    | Ubicat a          | instància de | Detalls | coordenades                                                                                           | Protecció | Commons (més fotos) | Dades a WD                    |
| ------ | ---------------------- | ----------------- | ------------ | ------- | --- | --------- | ------------------- | ----------------------------- |
|        | Cova Camallero         | Castellar del Riu | cova         |         | 42° 07′ 39″ N, 1° 47′ 20″ E / 42.1276067259115°N,1.78900333872697°E                                   |           |                     | Modifica les dades a Wikidata |
|        | Forat d'Estellor       | Castellar del Riu | cova         |         | 42° 07′ 38″ N, 1° 47′ 20″ E / 42.1272466755368°N,1.78902229566318°E                                   |           |                     | Modifica les dades a Wikidata |
|        | cova de les Guatlles   | Castellar del Riu | cova         |         | 42° 06′ 58″ N, 1° 44′ 00″ E / 42.1161704306956°N,1.7332749803347°E                                    |           |                     | Modifica les dades a Wikidata |
|        | cova de les Llosanques | Castellar del Riu | cova         |         | 42° 07′ 57″ N, 1° 44′ 20″ E / 42.1325861596853°N,1.73875568217552°E ca:A la zona de Castellar del Riu |           |                     | Modifica les dades a Wikidata |

## curs d'aigua
| imatge | Nom                         | Ubicat a                      | instància de | Detalls                                                       | coordenades | Protecció | Commons (més fotos)             | Dades a WD                    |
| ------ | --------------------------- | ----------------------------- | ------------ | ------------------------------------------------------------- | --- | --------- | ------------------------------- | ----------------------------- |
|        | Aigua d'Ora                 | Solsonès Berguedà Bages       | curs d'aigua | Desemboca: Cardener Llarg: 40.1km Conca: 187km²               | 42° 11′ 12″ N, 1° 43′ 51″ E / 42.18677888888889°N,1.730793888888889°E 41° 55′ 39″ N, 1° 39′ 52″ E / 41.927391944444445°N,1.6645138888888888°E  |           | Aigua d'Ora River               | Modifica les dades a Wikidata |
|        | Aigua de la Corba           | Capolat Castellar del Riu     | curs d'aigua | Desemboca: riu del Coll de Jouet Llarg: 5.06km Conca: 1340ha  | 42° 08′ 01″ N, 1° 45′ 13″ E / 42.133577°N,1.753564°E 42° 06′ 49″ N, 1° 42′ 46″ E / 42.113606°N,1.712836°E                                      |           |                                 | Modifica les dades a Wikidata |
|        | riera de Metge              | Castellar del Riu Berga Cercs | curs d'aigua | Desemboca: Llobregat                                          | 42° 06′ 26″ N, 1° 47′ 13″ E / 42.10728°N,1.786956°E 42° 07′ 02″ N, 1° 52′ 48″ E / 42.117124°N,1.880125°E                                       |           | Riera de Metge                  | Modifica les dades a Wikidata |
|        | torrent de Castellar        | Castellar del Riu Capolat     | curs d'aigua | Desemboca: riu del Coll de Jouet Llarg: 5.05km Conca: 13.4km² | 42° 07′ 25″ N, 1° 46′ 19″ E / 42.12348°N,1.771867°E 42° 06′ 14″ N, 1° 43′ 56″ E / 42.103817°N,1.732336°E                                       |           | Torrent de Castellar (Berguedà) | Modifica les dades a Wikidata |
|        | torrent de Comabona         | Castellar del Riu             | curs d'aigua | Desemboca: Aigua de la Corba Llarg: 4.16km Conca: 258ha       | 42° 08′ 26″ N, 1° 45′ 52″ E / 42.140507°N,1.764428°E 42° 07′ 47″ N, 1° 44′ 01″ E / 42.129689°N,1.733677°E                                      |           |                                 | Modifica les dades a Wikidata |
|        | torrent de Fontanella       | Guixers Castellar del Riu     | curs d'aigua | Desemboca: Aigua d'Ora Llarg: 2.66km Conca: 230ha             | 42° 08′ 50″ N, 1° 42′ 11″ E / 42.147345°N,1.7030030555555555°E 42° 07′ 45″ N, 1° 42′ 31″ E / 42.12918805555555°N,1.7085819444444446°E          |           | Torrent de Fontanella           | Modifica les dades a Wikidata |
|        | torrent de Fontpudia        | Guixers Castellar del Riu     | curs d'aigua | Desemboca: Aigua d'Ora Llarg: 1.31km Conca: 38ha              | 42° 07′ 28″ N, 1° 41′ 46″ E / 42.124496111111114°N,1.6960680555555556°E 42° 07′ 21″ N, 1° 42′ 33″ E / 42.12255888888889°N,1.7090888888888889°E |           |                                 | Modifica les dades a Wikidata |
|        | torrent de Pla de Campllong | Castellar del Riu             | curs d'aigua | Desemboca: torrent de Castellar Llarg: 4km Conca: 651ha       | 42° 06′ 43″ N, 1° 47′ 14″ E / 42.112017°N,1.787335°E 42° 06′ 40″ N, 1° 44′ 47″ E / 42.111022°N,1.746308°E                                      |           |                                 | Modifica les dades a Wikidata |
|        | torrent de Vallsadolla      | Guixers Castellar del Riu     | curs d'aigua | Desemboca: Aigua de Valls Llarg: 3.9km Conca: 3.17km²         | 42° 09′ 32″ N, 1° 42′ 27″ E / 42.15881611111111°N,1.7075680555555557°E 42° 07′ 59″ N, 1° 42′ 46″ E / 42.13296388888889°N,1.7127880555555557°E  |           | Torrent de Vallsadolla          | Modifica les dades a Wikidata |
|        | torrent dels Porxos         | Castellar del Riu             | curs d'aigua | Desemboca: torrent de Castellar Llarg: 2.79km Conca: 206ha    | 42° 08′ 17″ N, 1° 46′ 32″ E / 42.137956°N,1.775495°E 42° 07′ 12″ N, 1° 45′ 40″ E / 42.12006°N,1.761178°E                                       |           | Torrent dels Porxos             | Modifica les dades a Wikidata |

## entitat singular de població
| imatge | Nom                    | Ubicat a          | instància de                                   | Detalls | coordenades                                                                 | Protecció | Commons (més fotos)       | Dades a WD                    |
| ------ | ---------------------- | ----------------- | ---------------------------------------------- | ------- | --------------------------------------------------------------------------- | --------- | ------------------------- | ----------------------------- |
|        | Castellar del Riu      | Castellar del Riu | entitat singular de població                   | 9 hab   | 42° 07′ 15″ N, 1° 45′ 46″ E / 42.120742°N,1.762821°E 1284 msnm              |           | Castellar del Riu (nucli) | Modifica les dades a Wikidata |
|        | Espinalbet             | Castellar del Riu | entitat singular de població                   | 132 hab | 42° 06′ 59″ N, 1° 48′ 22″ E / 42.116477532231°N,1.8061463197867°E 1225 msnm |           | Espinalbet                | Modifica les dades a Wikidata |
|        | Llinars de l’Aiguadora | Castellar del Riu | entitat singular de població capital municipal | 15 hab  | 42° 07′ 54″ N, 1° 42′ 31″ E / 42.131553°N,1.708609°E 922 msnm               |           | Llinars de l’Aiguadora    | Modifica les dades a Wikidata |
|        | els Rasos de Peguera   | Castellar del Riu | entitat singular de població                   | 7 hab   | 42° 08′ 09″ N, 1° 45′ 48″ E / 42.135838680023°N,1.7634323373921°E 1752 msnm |           |                           | Modifica les dades a Wikidata |

## església
| imatge | Nom                                    | Ubicat a          | instància de                 | Detalls                                              | coordenades                                                                                               | Protecció                                  | Commons (més fotos)                     | Dades a WD                    |
| ------ | -------------------------------------- | ----------------- | ---------------------------- | ---------------------------------------------------- | --- | ------------------------------------------ | --------------------------------------- | ----------------------------- |
|        | Mare de Déu de la Mata                 | Castellar del Riu | església                     | Estil: arquitectura barroca                          | 42° 07′ 42″ N, 1° 42′ 46″ E / 42.128465°N,1.712707°E 995 msnm                                             | bé integrant del patrimoni cultural català | Mare de Déu de la Mata                  | Modifica les dades a Wikidata |
|        | Sant Iscle i Santa Victòria de Llinars | Castellar del Riu | església església parroquial | Estil: arquitectura barroca arquitectura popular     | 42° 07′ 26″ N, 1° 42′ 42″ E / 42.123914°N,1.711637°E ca:A la zona de Llinars. 931 msnm                    | bé integrant del patrimoni cultural català | Sant Iscle i Santa Victòria de Llinars  | Modifica les dades a Wikidata |
|        | Sant Llorenç dels Porxos               | Castellar del Riu | església                     | Estil: arquitectura romànica 12nd century            | 42° 07′ 32″ N, 1° 45′ 44″ E / 42.125533°N,1.762227°E ca:Ctra. Berga - Rasos de Peguera, km 8,5. 1509 msnm | bé integrant del patrimoni cultural català | Sant Llorenç dels Porxos                | Modifica les dades a Wikidata |
|        | Sant Salvador de Vilaverd              | Castellar del Riu | església                     | Estil: arquitectura romànica                         | 42° 08′ 28″ N, 1° 42′ 31″ E / 42.141146°N,1.708711°E 1256 msnm                                            | bé integrant del patrimoni cultural català | Sant Salvador de Vilaverd               | Modifica les dades a Wikidata |
|        | Sant Vicenç d'Espinalbet               | Castellar del Riu | església església parroquial | Estil: arquitectura barroca arquitectura neoclàssica | 42° 07′ 08″ N, 1° 48′ 28″ E / 42.118911°N,1.80791°E ca:A la zona d'Espinalbet. 1232 msnm                  | bé integrant del patrimoni cultural català | Sant Vicenç d'Espinalbet                | Modifica les dades a Wikidata |
|        | Sant Vicenç de Castellar del Riu       | Castellar del Riu | església                     | Estil: arquitectura romànica                         | 42° 07′ 12″ N, 1° 45′ 37″ E / 42.119951°N,1.760315°E ca:Nucli de Castellar del Riu. 1230 msnm             | bé integrant del patrimoni cultural català | Sant Vicenç de Castellar del Riu        | Modifica les dades a Wikidata |
|        | Santa Coloma de Can Cabra              | Castellar del Riu | església                     | Estil: arquitectura romànica 12nd century            | 42° 08′ 00″ N, 1° 42′ 19″ E / 42.133398°N,1.705238°E ca:A la zona de Llinars. 970 msnm                    | bé integrant del patrimoni cultural català | Santa Coloma de Can Cabra               | Modifica les dades a Wikidata |
|        | Santuari de Corbera                    | Castellar del Riu | església                     | Estil: arquitectura barroca                          | 42° 07′ 27″ N, 1° 48′ 27″ E / 42.124197°N,1.807418°E 1424 msnm                                            | bé integrant del patrimoni cultural català | Santuari de Corbera (Castellar del Riu) | Modifica les dades a Wikidata |

## font
| imatge | Nom                 | Ubicat a          | instància de | Detalls | coordenades                                                        | Protecció | Commons (més fotos) | Dades a WD                    |
| ------ | ------------------- | ----------------- | ------------ | ------- | ------------------------------------------------------------------ | --------- | ------------------- | ----------------------------- |
|        | font de l'Arbellera | Castellar del Riu | font         |         | 42° 06′ 54″ N, 1° 44′ 45″ E / 42.115021651568°N,1.74593842460141°E |           |                     | Modifica les dades a Wikidata |
|        | font del Ca         | Castellar del Riu | font         |         | 42° 08′ 19″ N, 1° 46′ 01″ E / 42.138475402043°N,1.76684554986875°E |           |                     | Modifica les dades a Wikidata |

## masia
| imatge | Nom              | Ubicat a          | instància de | Detalls                                  | coordenades | Protecció                                  | Commons (més fotos)             | Dades a WD                    |
| ------ | ---------------- | ----------------- | ------------ | ---------------------------------------- | --- | ------------------------------------------ | ------------------------------- | ----------------------------- |
|        | Ca l'Ingla       | Castellar del Riu | masia        |                                          | 42° 06′ 41″ N, 1° 45′ 02″ E / 42.1114419872458°N,1.75050854686569°E 1085 msnm                                  |                                            | Ca l'Ingla                      | Modifica les dades a Wikidata |
|        | Cal Companyó     | Castellar del Riu | masia        |                                          | 42° 07′ 04″ N, 1° 42′ 53″ E / 42.11790556°N,1.71473333°E 913 msnm                                              |                                            |                                 | Modifica les dades a Wikidata |
|        | Cal Jaques       | Castellar del Riu | masia        |                                          | 42° 07′ 35″ N, 1° 42′ 39″ E / 42.1262954155664°N,1.71081226314711°E ca:A la zona de Llinars.                   |                                            |                                 | Modifica les dades a Wikidata |
|        | Cal Valentí      | Castellar del Riu | masia        |                                          | 42° 07′ 53″ N, 1° 43′ 49″ E / 42.13140243722°N,1.73023702901835°E                                              |                                            |                                 | Modifica les dades a Wikidata |
|        | Can Cabra        | Castellar del Riu | masia        | Estil: arquitectura popular 18th century | 42° 07′ 59″ N, 1° 42′ 19″ E / 42.133073°N,1.705181°E ca:A la zona de Llinars. 970 msnm                         | bé integrant del patrimoni cultural català | Can Cabra (Castellar del Riu)   | Modifica les dades a Wikidata |
|        | Can Campllong    | Castellar del Riu | masia        | Estil: arquitectura popular              | 42° 06′ 44″ N, 1° 46′ 53″ E / 42.11232°N,1.781468°E 1309 msnm                                                  | bé integrant del patrimoni cultural català | Can Campllong                   | Modifica les dades a Wikidata |
|        | Can Déu          | Castellar del Riu | masia        | 18th century                             | 42° 07′ 40″ N, 1° 48′ 04″ E / 42.127877°N,1.801016°E ca:A la zona d'Espinalbet. 1527 msnm                      |                                            | Cal Déu (Castellar del Riu)     | Modifica les dades a Wikidata |
|        | Can Garriga      | Castellar del Riu | masia        | Estat: ruïnós                            | 42° 07′ 59″ N, 1° 43′ 52″ E / 42.1329259912284°N,1.73118666423062°E ca:A la zona de Llinars 1386 msnm          |                                            | Can Garriga (Castellar del Riu) | Modifica les dades a Wikidata |
|        | Can Mataplana    | Castellar del Riu | masia        |                                          | 42° 07′ 27″ N, 1° 44′ 00″ E / 42.124039°N,1.733436°E 1337 msnm                                                 |                                            | Can Mataplana                   | Modifica les dades a Wikidata |
|        | Can Pellicer     | Castellar del Riu | masia        |                                          | 42° 08′ 05″ N, 1° 42′ 21″ E / 42.1346777073786°N,1.70579016769862°E                                            |                                            |                                 | Modifica les dades a Wikidata |
|        | Can Pere Sastre  | Castellar del Riu | masia        |                                          | 42° 06′ 54″ N, 1° 48′ 45″ E / 42.1148641032309°N,1.81238607989383°E                                            |                                            |                                 | Modifica les dades a Wikidata |
|        | Can Pinetell     | Castellar del Riu | masia        |                                          | 42° 06′ 54″ N, 1° 48′ 01″ E / 42.1151351115084°N,1.80034521469775°E                                            |                                            |                                 | Modifica les dades a Wikidata |
|        | Can Pla          | Castellar del Riu | masia        |                                          | 42° 07′ 09″ N, 1° 48′ 24″ E / 42.1191914618125°N,1.80672852524396°E                                            |                                            |                                 | Modifica les dades a Wikidata |
|        | Can Rebeu        | Castellar del Riu | masia        | Estil: arquitectura popular              | 42° 06′ 51″ N, 1° 46′ 02″ E / 42.114051°N,1.767288°E 1253 msnm                                                 | bé integrant del patrimoni cultural català | Can Rebeu                       | Modifica les dades a Wikidata |
|        | Can Torrent      | Castellar del Riu | masia        |                                          | 42° 07′ 05″ N, 1° 48′ 24″ E / 42.1180820184402°N,1.80656788958763°E                                            |                                            |                                 | Modifica les dades a Wikidata |
|        | Can Tuixén       | Castellar del Riu | masia        |                                          | 42° 07′ 03″ N, 1° 48′ 21″ E / 42.117443899458°N,1.80582986724762°E                                             |                                            |                                 | Modifica les dades a Wikidata |
|        | Casa Nova        | Castellar del Riu | masia        |                                          | 42° 07′ 59″ N, 1° 42′ 18″ E / 42.1330746895202°N,1.70500003200478°E                                            |                                            |                                 | Modifica les dades a Wikidata |
|        | Casa d'en Cots   | Castellar del Riu | masia        |                                          | 42° 06′ 38″ N, 1° 45′ 13″ E / 42.1106653993862°N,1.75363232170648°E                                            |                                            |                                 | Modifica les dades a Wikidata |
|        | Moneny           | Castellar del Riu | masia        |                                          | 42° 07′ 55″ N, 1° 43′ 00″ E / 42.132075°N,1.716756°E 1101 msnm                                                 |                                            | Moneny                          | Modifica les dades a Wikidata |
|        | Puigventós       | Castellar del Riu | masia        | 16th century                             | 42° 07′ 05″ N, 1° 46′ 46″ E / 42.117998452377°N,1.779505005596°E Serra d'Ensija-els Rasos de Peguera 1500 msnm |                                            |                                 | Modifica les dades a Wikidata |
|        | Riu de Castellar | Castellar del Riu | masia        |                                          | 42° 07′ 14″ N, 1° 45′ 45″ E / 42.12055637023357°N,1.7626243829727175°E                                         |                                            | El Riu (Castellar)              | Modifica les dades a Wikidata |
|        | Sorribes         | Castellar del Riu | masia        |                                          | 42° 07′ 58″ N, 1° 42′ 32″ E / 42.132704°N,1.708849°E ca:Llinars d'Aiguadora 968 msnm                           |                                            | Sorribes (Castellar del Riu)    | Modifica les dades a Wikidata |
|        | Sorribons        | Castellar del Riu | masia        | Estat: ruïnós                            | 42° 08′ 46″ N, 1° 42′ 27″ E / 42.146207°N,1.707525°E 1320 msnm                                                 |                                            | Sorribons                       | Modifica les dades a Wikidata |
|        | Terçà            | Castellar del Riu | masia        | Estil: arquitectura popular              | 42° 06′ 29″ N, 1° 44′ 40″ E / 42.107935°N,1.744357°E ca:A la zona de Castellar del Riu. 1166 msnm              | bé integrant del patrimoni cultural català | Terçà (Castellar)               | Modifica les dades a Wikidata |
|        | el Casó          | Castellar del Riu | masia        |                                          | 42° 06′ 45″ N, 1° 47′ 51″ E / 42.1124750311228°N,1.79745611129546°E                                            |                                            |                                 | Modifica les dades a Wikidata |
|        | els Porxos       | Castellar del Riu | masia        |                                          | 42° 07′ 33″ N, 1° 45′ 23″ E / 42.125855536603°N,1.7563676144286°E                                              |                                            | Els Porxos (Castellar del Riu)  | Modifica les dades a Wikidata |
|        | l'Erola          | Castellar del Riu | masia        |                                          | 42° 07′ 09″ N, 1° 48′ 29″ E / 42.1192511933795°N,1.80814276161724°E                                            |                                            |                                 | Modifica les dades a Wikidata |
|        | la Casa Nova     | Castellar del Riu | masia        |                                          | 42° 07′ 56″ N, 1° 42′ 18″ E / 42.1322644522283°N,1.70502863908922°E                                            |                                            |                                 | Modifica les dades a Wikidata |
|        | la Corba         | Castellar del Riu | masia        | Estat: ruïnós                            | 42° 07′ 26″ N, 1° 45′ 01″ E / 42.123988970393°N,1.7503552088626°E ca:A la zona de Castellar del Riu. 1583 msnm |                                            | La Corba                        | Modifica les dades a Wikidata |
|        | la Costa         | Castellar del Riu | masia        |                                          | 42° 08′ 35″ N, 1° 42′ 26″ E / 42.143093°N,1.707225°E                                                           |                                            | La Costa (Castellar del Riu)    | Modifica les dades a Wikidata |
|        | la Grau          | Castellar del Riu | masia        |                                          | 42° 07′ 20″ N, 1° 43′ 05″ E / 42.1222236334465°N,1.71795981552127°E ca:A la zona de Llinars.                   |                                            |                                 | Modifica les dades a Wikidata |
|        | la Rovira        | Castellar del Riu | masia        |                                          | 42° 07′ 11″ N, 1° 48′ 10″ E / 42.1197618090679°N,1.8026894668408°E ca:A la zona d'Espinalbet.                  |                                            |                                 | Modifica les dades a Wikidata |
|        | les Planes       | Castellar del Riu | masia        | Estat: ruïnós                            | 42° 07′ 35″ N, 1° 47′ 48″ E / 42.1265151878409°N,1.79653726515622°E ca:A la zona d'Espinalbet. 1548 msnm       |                                            | Les Planes (Castellar del Riu)  | Modifica les dades a Wikidata |

## molí d'aigua
| imatge | Nom                                 | Ubicat a          | instància de | Detalls                                   | coordenades                                                         | Protecció                                  | Commons (més fotos)       | Dades a WD                    |
| ------ | ----------------------------------- | ----------------- | ------------ | ----------------------------------------- | ------------------------------------------------------------------- | ------------------------------------------ | ------------------------- | ----------------------------- |
|        | Molí de Castellar de Ribera de Dalt | Castellar del Riu | molí d'aigua | Estil: arquitectura popular               |                                                                     | bé integrant del patrimoni cultural català |                           | Modifica les dades a Wikidata |
|        | Molí de Castellar del Riu           | Castellar del Riu | molí d'aigua | Estil: arquitectura popular Estat: ruïnós | 42° 07′ 14″ N, 1° 45′ 51″ E / 42.120443°N,1.764134°E 1266 msnm      | bé integrant del patrimoni cultural català | Molí de Castellar del Riu | Modifica les dades a Wikidata |
|        | Molí de Llinars                     | Castellar del Riu | molí d'aigua |                                           | 42° 07′ 40″ N, 1° 42′ 36″ E / 42.1277998244077°N,1.71004373801035°E |                                            |                           | Modifica les dades a Wikidata |

## muntanya
| imatge | Nom              | Ubicat a                  | instància de | Detalls | coordenades                                                                     | Protecció | Commons (més fotos)                 | Dades a WD                    |
| ------ | ---------------- | ------------------------- | ------------ | ------- | ------------------------------------------------------------------------------- | --------- | ----------------------------------- | ----------------------------- |
|        | Cap de la Serra  | Castellar del Riu         | muntanya     |         | 42° 08′ 10″ N, 1° 45′ 31″ E / 42.1361°N,1.75854°E Rasos de Peguera 1847 msnm    |           | Cap de la Serra (Castellar del Riu) | Modifica les dades a Wikidata |
|        | Cogulló d'Estela | Castellar del Riu         | muntanya     |         | 42° 07′ 18″ N, 1° 47′ 14″ E / 42.1216063043°N,1.78708523867°E 1870 msnm         |           | Cogulló d'Estela                    | Modifica les dades a Wikidata |
|        | Puig Sec         | Castellar del Riu         | muntanya     |         | 42° 08′ 24″ N, 1° 43′ 04″ E / 42.1399°N,1.71774°E 1295 msnm                     |           | Puig Sec (Castellar del Riu)        | Modifica les dades a Wikidata |
|        | Rasos de Baix    | Castellar del Riu Cercs   | muntanya     |         | 42° 08′ 13″ N, 1° 46′ 50″ E / 42.137°N,1.78042°E Rasos de Peguera 2058 msnm     |           | Rasos de Baix                       | Modifica les dades a Wikidata |
|        | Roca d'Auró      | Castellar del Riu         | muntanya     |         | 42° 07′ 38″ N, 1° 47′ 15″ E / 42.127105°N,1.787566°E Rasos de Peguera 1948 msnm |           | Roca d'Auró                         | Modifica les dades a Wikidata |
|        | Rocaterçana      | Castellar del Riu Capolat | muntanya     |         | 42° 06′ 57″ N, 1° 43′ 53″ E / 42.115833°N,1.7315°E Rasos de Peguera 1382 msnm   |           | Rocaterçana                         | Modifica les dades a Wikidata |
|        | el Tossal        | Castellar del Riu Guixers | muntanya     |         | 42° 09′ 07″ N, 1° 43′ 13″ E / 42.152075°N,1.720193°E 1551 msnm                  |           | El Tossal (Castellar del Riu)       | Modifica les dades a Wikidata |

## serra
| imatge | Nom                      | Ubicat a                        | instància de | Detalls | coordenades                                                        | Protecció | Commons (més fotos)     | Dades a WD                    |
| ------ | ------------------------ | ------------------------------- | ------------ | ------- | ------------------------------------------------------------------ | --------- | ----------------------- | ----------------------------- |
|        | Serra de Cal Jardí       | Castellar del Riu Montmajor     | serra        |         | 42° 08′ 16″ N, 1° 44′ 25″ E / 42.13788889°N,1.74025°E 1847 msnm    |           | Serra de Cal Jardí      | Modifica les dades a Wikidata |
|        | Serra de Queralt (Berga) | Berga Castellar del Riu Capolat | serra        |         | 42° 06′ 27″ N, 1° 49′ 38″ E / 42.107456°N,1.827121°E 1588 msnm     |           | Serra de Queralt        | Modifica les dades a Wikidata |
|        | Serra dels Lladres       | Capolat Castellar del Riu       | serra        |         | 42° 06′ 08″ N, 1° 46′ 19″ E / 42.10227778°N,1.77208333°E 1601 msnm |           | Serra dels Lladres      | Modifica les dades a Wikidata |
|        | Serrat de la Figuerassa  | Berga Castellar del Riu Cercs   | serra        |         | 42° 07′ 18″ N, 1° 49′ 24″ E / 42.1217°N,1.82325°E 1493 msnm        |           | Serrat de la Figuerassa | Modifica les dades a Wikidata |

## vèrtex geodèsic
| imatge | Nom           | Ubicat a          | instància de    | Detalls   | coordenades                                                        | Protecció | Commons (més fotos) | Dades a WD                    |
| ------ | ------------- | ----------------- | --------------- | --------- | ------------------------------------------------------------------ | --------- | ------------------- | ----------------------------- |
|        | Paguera       | Castellar del Riu | vèrtex geodèsic | Alt: 1.2m | 42° 07′ 44″ N, 1° 47′ 12″ E / 42.12882°N,1.786639°E 1989.665 msnm  |           |                     | Modifica les dades a Wikidata |
|        | Rasos de Baix | Castellar del Riu | vèrtex geodèsic | Alt: 1.2m | 42° 08′ 13″ N, 1° 46′ 50″ E / 42.136963°N,1.780439°E 2057.673 msnm |           |                     | Modifica les dades a Wikidata |

## Misc
| imatge | Nom                                    | Ubicat a                                                      | instància de                                                          | Detalls                       | coordenades                                                                          | Protecció                                  | Commons (més fotos)                 | Dades a WD                    |
| ------ | -------------------------------------- | ------------------------------------------------------------- | --------------------------------------------------------------------- | ----------------------------- | ------------------------------------------------------------------------------------ | ------------------------------------------ | ----------------------------------- | ----------------------------- |
|        | Conjunt d'Espinalbet                   | Castellar del Riu                                             | edifici                                                               | Estil: arquitectura popular   | 42° 07′ 08″ N, 1° 48′ 29″ E / 42.118859°N,1.808059°E 1200 msnm                       | bé integrant del patrimoni cultural català | Conjunt d'Espinalbet                | Modifica les dades a Wikidata |
|        | Pont del Torrent de Castellar del Riu  | Castellar del Riu                                             | pont                                                                  | 19th century Estat: malmès    | 42° 07′ 13″ N, 1° 45′ 43″ E / 42.12015°N,1.76183°E ca:A la zona de Castellar del Riu |                                            |                                     | Modifica les dades a Wikidata |
|        | Rasos de Peguera                       | Berga Cercs Fígols Montmajor Castellar del Riu                | serralada                                                             |                               | 42° 08′ 32″ N, 1° 45′ 45″ E / 42.14222222°N,1.7625°E 2081 msnm                       |                                            | Rasos de Peguera                    | Modifica les dades a Wikidata |
|        | Serra d'Ensija-els Rasos de Peguera    | Castellar del Riu Cercs Fígols Vallcebre Saldes Gósol Guixers | àrea protegida espai d'interès natural Pla d'Espais d'Interès Natural | 1992 Superfície: 4341.55981ha | 42° 11′ N, 1° 44′ E / 42.19°N,1.74°E                                                 |                                            | Serra d'Ensija-els Rasos de Peguera | Modifica les dades a Wikidata |
|        | Serres de Queralt i els Tossals        | Berga Capolat Castellar del Riu                               | espai d'interès natural àrea protegida Pla d'Espais d'Interès Natural | 1992 Superfície: 2387.6788ha  | 42° 06′ 08″ N, 1° 47′ 13″ E / 42.102191°N,1.786881°E                                 |                                            | Serres de Queralt i els Tossals     | Modifica les dades a Wikidata |
|        | Torre de Castellar del Riu             | Castellar del Riu                                             | torre de defensa                                                      |                               | 42° 07′ 14″ N, 1° 45′ 46″ E / 42.1204444444°N,1.76288888889°E 1282 msnm              |                                            | Torre de Castellar del Riu          | Modifica les dades a Wikidata |
|        | Xalet Refugi de Rasos de Peguera       | Castellar del Riu                                             | refugi de muntanya                                                    | 1933                          | 42° 08′ 13″ N, 1° 45′ 45″ E / 42.13681613055556°N,1.76263135°E 1754 msnm             |                                            | Xalet Refugi de Rasos de Peguera    | Modifica les dades a Wikidata |
|        | casa consistorial de Castellar del Riu | Castellar del Riu                                             | casa consistorial                                                     |                               | 42° 06′ 57″ N, 1° 48′ 44″ E / 42.1157338°N,1.8122014°E                               |                                            |                                     | Modifica les dades a Wikidata |
|        | creu del Cabrer                        | Castellar del Riu                                             | creu de terme                                                         |                               | 42° 08′ 30″ N, 1° 45′ 52″ E / 42.141695895832086°N,1.764502954836081°E               |                                            | Creu del Cabrer                     | Modifica les dades a Wikidata |